# Журавлі (Артинський міський округ)
Журавлі́ (рос. Журавли) — присілок у складі Артинського міського округу Свердловської області.
Населення — 64 особи (2010, 95 у 2002).
Національний склад станом на 2002 рік: татари — 95 %.